# Mount Hicks
Mount Hicks är ett berg i Antarktis. Det ligger i Östantarktis. Australien gör anspråk på området. Toppen på Mount Hicks är 1 718 meter över havet.
Terrängen runt Mount Hicks är lite kuperad. Trakten är obefolkad. Det finns inga samhällen i närheten.